# KAAN
KAAN — разрабатываемый турецкий истребитель пятого поколения, создаваемый госкомпанией аэрокосмической индустрии Türk Havacılık ve Uzay Sanayii (TUSAŞ) в рамках программы TF-X.
Опытный прототип истребителя совершил свой первый полёт в феврале 2024 года. Стоимость программы может обойтись в 10 миллиардов долларов.

## Разработка
По некоторым данным, в декабре 2010 года Исполнительный комитет Оборонной промышленности Турции (SSİK) поручил Министерству обороны разработать первый турецкий истребитель собственного производства, первый полёт которого должен быть намечен на 2023 год, к столетию Турецкой республики. Отечественные истребители должны заменить F-16 и состоять в воздушном флоте совместно с F-35 (которые Турция так и не получила от США).
Спустя два года, были созданы шесть моделей перспективного истребителя, три из которых представлены на международной выставке вооружений IDEF в Стамбуле: FX-1 (двухмоторный), FX-5 (одномоторный) и FX-6 (одномоторный, схема «утка»). Окончательный проект будет утверждён в конце 2013 года.
Официально получил имя «Kaan» (на тюркском Каган) 1 мая 2023 года.
В конце октября 2023 гендиректор TUSAŞ Темель Котиль заявил, что истребитель прошел статические испытания, а также испытания на прочность в рамках подготовки к первому полёту. 22-23 декабря министр обороны Турции заявил о том что TF-X совершит свой первый полёт 27 Декабря; однако, первый полёт 27 декабря так и не состоялся.
22 февраля 2024 года опытный прототип истребителя совершил свой первый полёт: самолёт, взлетев с авиабазы Мюртед, расположенной в Анкаре, в общей сложности пробыл в воздухе около 13 минут.
Демироглу сообщил, что сборка первого прототипа будет завершена к концу этого года (2025), второго прототипа завершится в начале следующего года, а после начнутся испытательные полеты.
Он заявил, что в рамках проекта в следующем году в интенсивной летно-испытательной кампании примут участие в общей сложности четыре платформы, в том числе три самолета и наземный самолет.
«Мы хотим начать поставки в ВВС к концу 2028 года», — сказал Демироглу, отметив, что летные испытания играют решающую роль в достижении этой цели.
«KAAN полетит дважды в этом году. Мы также продолжаем сборку статического прототипа. Первый будет закончен к концу этого года. После этого начнутся его летные испытания. Сразу после этого мы увидим второй. Другими словами, мы увидим два KAAN в воздухе в начале и середине следующего года».

## Выбор дизайна
В 2015 году TAI опубликовала три потенциальных конфигурации планера:
- FX-1: Двухмоторный, конфигурация, подобная Lockheed Martin F-22
- FX-5: одномоторный, конфигурация, подобная General Dynamics F-16
- FX-6: Высокоманевренный одномоторный самолет-утка с треугольным крылом Saab JAS 39 Gripen

Премьер-министр Турции Ахмет Давутоглу объявил 8 января 2015 года, что TF-X будет двухмоторным истребителем.  Подсекретариат оборонной промышленности опубликовал свой отчет об эффективности за 2016 год в марте 2017 года, в котором было объявлено, что окончательное решение было продолжить использование конфигурации двухдвигательного FX-1. 
Совместное сотрудничество:
- Saab AB: в ходе визита президента Турции в Швецию в марте 2013 года были подписаны двусторонние соглашения, согласно которым Saab AB предоставит техническую помощь турецкой стороне.
- Италия: свою помощь в создании истребителя предложила также Италия. По словам посла Италии в Турции, Италия приняла решение поделиться с Турцией технологиями истребителя Typhoon[9].
- Великобритания: британская BAE Systems изъявила желание сотрудничать в разработке истребителя. Rolls-Royce предложил передачу технологии для двигателя EJ200 и совместную разработку производной версии для программы TF-X.
- Пакистан официально присоединился к разработке истребителя[5].
- Россия: в 2018 году Ростех предложил Турции сотрудничество в рамках программы TF-X. Президент Турции Р. Т. Эрдоган пообещал обдумать это предложение.

Возможное сотрудничество: Турция также рассматривает вопрос о присоединении к южнокорейской программе по созданию истребителя пятого поколения KF-X или к бразильской программе.

### Конструкция

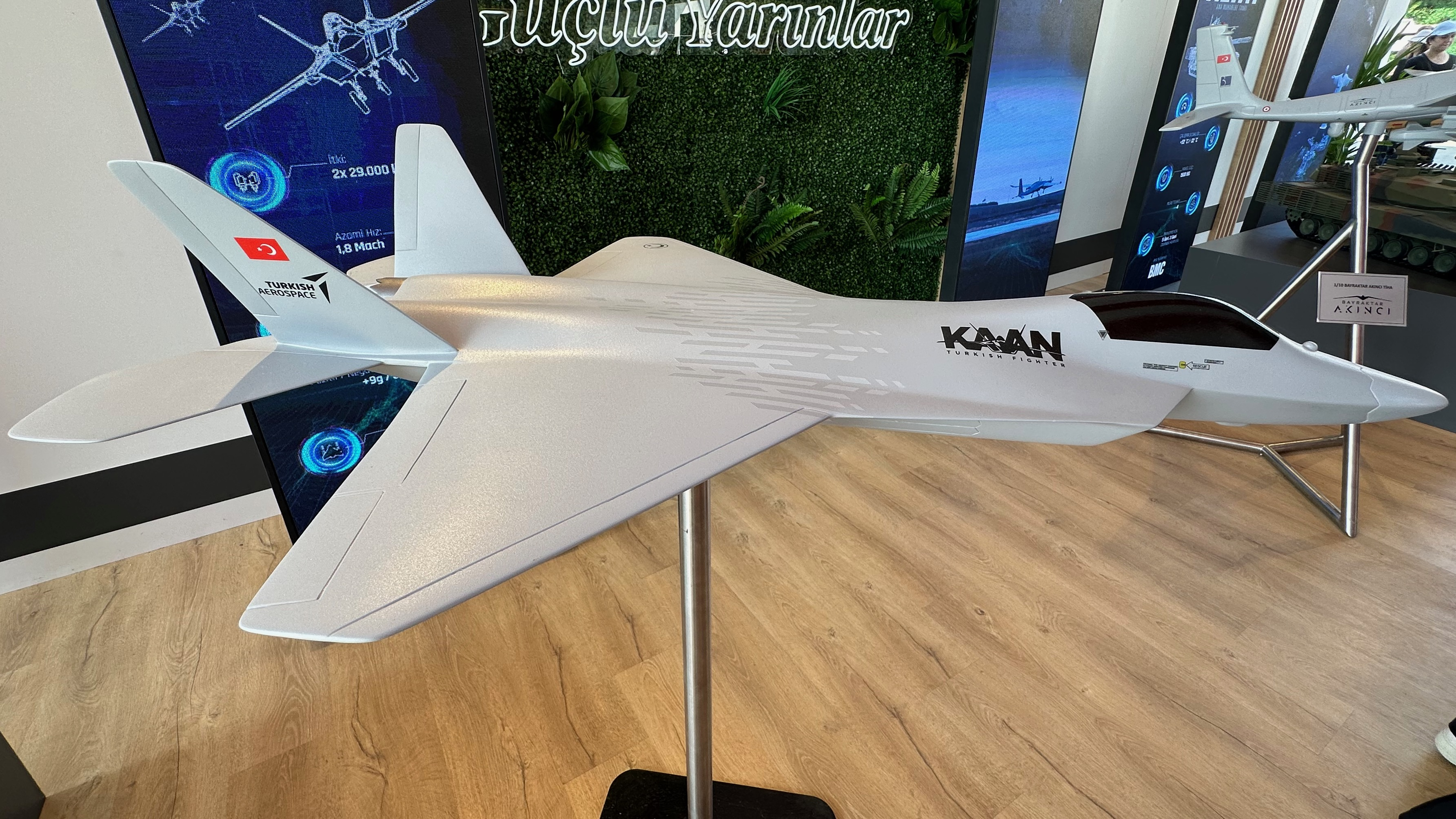
Модель самолёта

Учитывая сроки создания истребителя, инженерам придётся спрогнозировать уровень развития технологий в 2020-е — 2030-е годы. Военные эксперты считают, что после 2030 года воздушное звено будет состоять из одного истребителя с пилотом и нескольких беспилотных летательных аппаратов (БЛА). Для этого разрабатывается вариант истребителя с двумя пилотами: один будет отвечать собственно за управление боевой машиной, второй пилот будет контролировать БЛА.
Предполагается, что в 2020-е годы будет получена техническая возможность эффективно блокировать связь беспилотных аппаратов с наземными командными пунктами за счёт применения средств радиоэлектронной борьбы, поэтому актуальным станет вопрос управления этими аппаратами непосредственно в воздухе.

#### Фюзеляж и обшивка
Машина обладает развитыми цельноповоротными рулями высоты большой площади, ромбовидным крылом площадью 62 кв. м с обеспечением удельной нагрузки на крыло порядка 387—400 кг/м², а также вертикальным оперением с углом развала около 60—70 градусов.
Все три модели спроектированы с учётом уменьшения радиолокационной заметности; Учитывая обилие конструктивных изломов элементов планера и широкое применение композиционных материалов, расчётная эффективная отражающая поверхность может составлять около 0,1—0,2 м² в X-диапазоне.
Турецкие инженеры намерены обеспечить самолёту максимальную защиту. К примеру, в обшивке истребителя могут использоваться бронеплитки на основе соединений бора, что также может удешевить стоимость производства (72 % мировых запасов бора находится в Турции).
Конструкция TF-X предполагает внутренний подфюзеляжный оружейный отсек, вмещающий до 4 ракет средней и большой дальности. Также имеются два маленьких боковых внутренних отсека, каждый из них предназначен для двух ракет воздух-воздух малой дальности.
Кабина пилота оснащена современным интерфейсом с сенсорными экранами и улучшенным дисплеем на лобовом стекле (HUD). Искусственный интеллект помогает пилоту обрабатывать данные и принимать решения, снижая нагрузку. KAAN также способен работать в сетевых операциях, координируя действия с другими летательными аппаратами, включая боевые дроны.

#### Радар, системы управления и связи
Разработкой многорежимного бортового радара с АФАР высокой помехозащищённости занимается турецкая компания Aselsan.
В мае 2020 года турецкая компания авиационной и космической промышленности (TUSAŞ) подписала контракт на разработку программного обеспечения для TF-X с компанией HAVELSAN; ПО самолёта будет содержать 20 млн строк кода.
Самолёт оснащён радаром AESA (активной фазированной антенной решёткой) собственной разработки, который обеспечивает расширенные возможности обнаружения и отслеживания целей. Также KAAN имеет систему IRST (инфракрасного поиска и сопровождения) для пассивного обнаружения и современный комплекс радиоэлектронной борьбы, способный противостоять системам наведения противника.

#### Двигатель
Среди представленных моделей имеются проекты как с одним двигателем, так и с двумя.
Одной из наиболее острых проблем является отсутствие опыта у Турции в создании собственных истребителей и поэтому отдельной проблемой для турецких специалистов является разработка двигателя. Для разработки реактивного мотора «с нуля» потребуется около 30 лет. По этой причине на турецкие истребители планируют ставить импортные двигатели, параллельно занимаясь разработкой отечественных. К 2024 году Турция достигла успехов в разработке собственного вертолётного двигателя TS1400, двигателей для крылатых ракет(Kale KTJ-3200) и баллистических ракет малой дальности. Однако проект разработки авиадвигателя для истребителя все еще не решен турецкой стороной.
Для решения проблемы с разработкой двигателя президент Турции поручил турецким компаниям начать совместную работу с британской Rolls-Royce для обучения турецких специалистов. Помимо этого, в декабре 2023 года президент Турции обратился к правительству США с предложением о переносе производственных мощностей для разработки двигателей F-16 в Турцию. Ведётся сотрудничество с американской General Electric.
«Мы не видим никаких проблем прямо сейчас. Конечно, все знают, что мы используем для обоих самолетов американские двигатели GE F-404 и F-110. Мы начали наш собственный проект двигателя для KAAN. Совместный проект TR Motor и TEI продолжается под эгидой нашего Управления оборонной промышленности. Надеюсь, мы установим этот двигатель на KAAN в начале 2030-х годов. На данный момент мы не видим никаких проблем с поставками двигателя американского производства» Гендиректор компании Мехмет Демироглу
Двигатель TF 35000
Разработанный компанией TEI, двигатель TF 35000 был спроектирован для удовлетворения основных потребностей KAAN, таких как высокая маневренность, низкий расход топлива и большая дальность полета за счет создания тяги в 35 тысяч фунтов силы.
Двигатель представляет собой уникальный инженерный продукт, нацеленный на превосходную производительность и долговечность в соответствии с требованиями истребителей 5-го поколения. Благодаря использованию таких важнейших компонентов, как жаропрочные суперсплавы, передовые технологии покрытий и охлаждения, TF35000 обеспечивает превосходное управление температурой и эффективность. Эти особенности гарантируют двигателю высокую тягу, а также долговечность и надежность.
Катапультное кресло
Турецкий истребитель пятого поколения будет использовать модель T-18T британской компании Martin-Baker в катапультируемом кресле.
Согласно официальному заявлению компании, кресло T-18T, специально разработанное для KAAN, включает в себя передовые решения, направленные на обеспечение безопасности пилотов на самом высоком уровне.Модель Т-18Т привлекает внимание своей способностью к спасению при нулевой скорости. Другими словами, она позволяет пилоту безопасно катапультироваться, даже находясь на земле. Кроме того, кресло включает в себя интегрированные датчики, цифровые системы регистрации данных и механизмы автоматической поддержки посадки. В этом отношении Т-18Т предлагает передовые решения как с точки зрения безопасности, так и с точки зрения анализа после выполнения миссии.
Радар
Радар MURAD AESA предполагается использовать в общей сложности на шести различных воздушных платформах, включая национальный боевой самолет KAAN
Вооружение

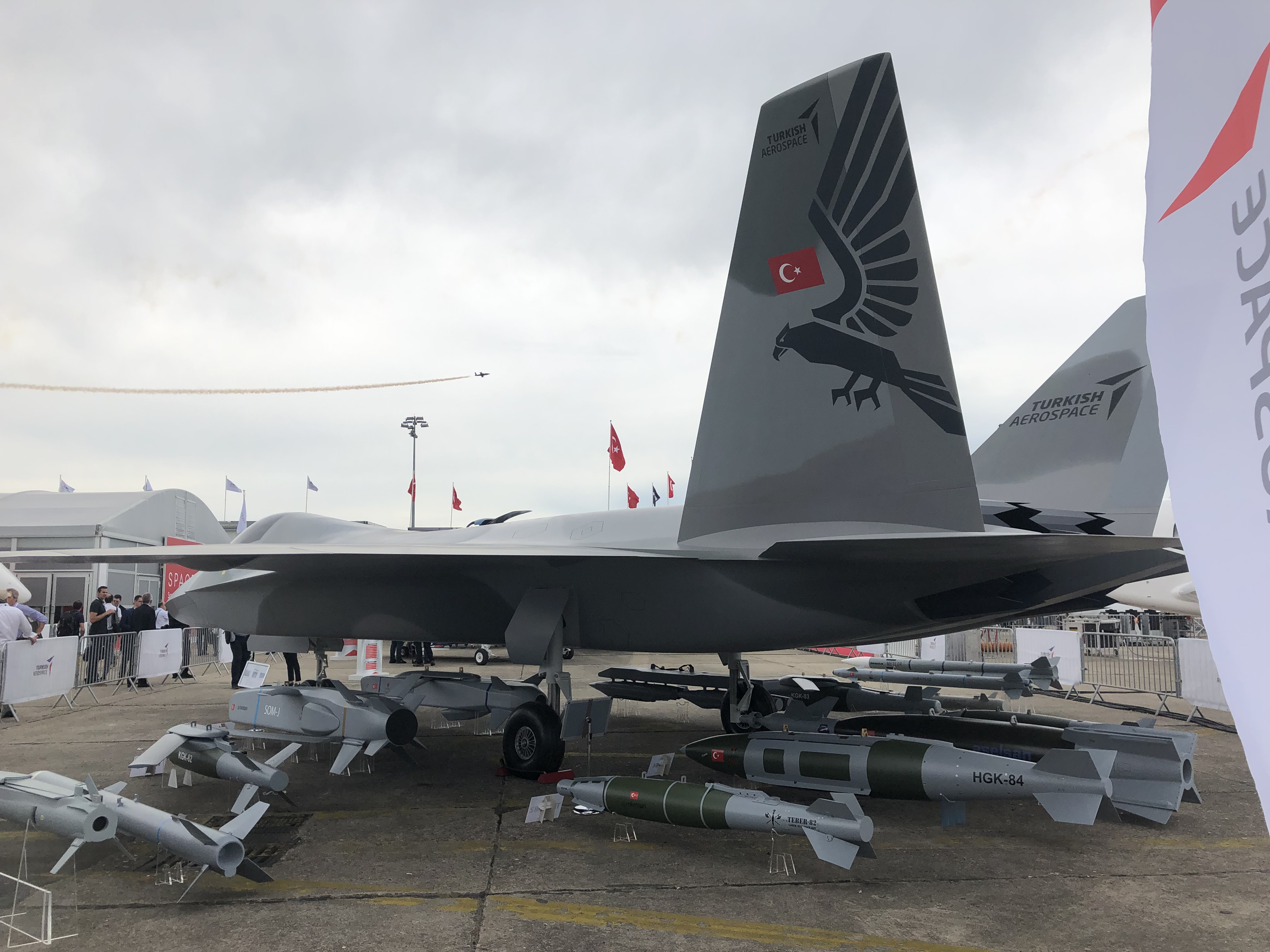
На выставке в Ле-Бурже 2019

Вооружение KAAN включает ракеты класса «воздух-воздух» и «воздух-земля», такие как Gökdoğan и Gökhan, а также высокоточные управляемые бомбы и крылатые ракеты. Внутренние отсеки для хранения оружия позволяют сохранить малозаметность самолёта. В будущем возможно оснащение KAAN гиперзвуковым оружием и системами на основе искусственного интеллекта для повышения автономности.
Палубная версия
Турция рассматривает возможность создания палубной версии своего перспективного малозаметного истребителя пятого поколения KAAN. Этот самолёт планируется адаптировать для морских операций на авианосце MUGEM, который сейчас находится на стадии строительства. Данная инициатива является частью масштабной стратегии Турции по развитию собственной современной палубной авиации и далеко не новым концептом «одного самолета для всех видов войск», реализованного в американском истребителе F-35A/B/C, который по-прежнему имеет проблемы эксплуатации за счёт своей универсальности.
По информации турецкого издания Ulusavunma, проект уже обсуждается между конструкторским бюро ВМС Турции и компанией Turkish Aerospace Industries (TAI). Однако для адаптации KAAN к условиям эксплуатации на авианосце потребуется внести серьёзные конструктивные и технологические изменения, что может отсрочить серийный выпуск ожидаемой обычной версии нового турецкого истребителя.

## Экспорт
Индонезия
Турция и Индонезия подписали соглашение о поставке 48 истребителей пятого поколения KAAN. Об этом сообщил президент Турции Реджеп Тайип Эрдоган, назвав контракт крупнейшим экспортным соглашением в истории турецкой оборонной промышленности. 
Согласно договоренности, все самолеты будут произведены в Турции и экспортированы в Индонезию. Эрдоган поблагодарил своего индонезийского коллегу Прабово Субианто за сделку, а также выразил признательность Турецкой аэрокосмической корпорации (TUSAŞ) и Управлению по оборонной промышленности за вклад в разработку и продвижение проекта.  стоимостью около 10 миллиардов долларов.
Египет
Согласно достигнутым договорённостям, Египет не только станет заказчиком нового истребителя, но и примет участие в его производстве в качестве индустриального партнёра. Это открывает перед Каиром перспективы путешествий в узкий круг государств, имея доступ к технологиям разработки современных боевых самолетов.

## Технические характеристики
- Экипаж: 1 человек
- Длина: 19 м
- Размах крыла: 12 м
- Площадь крыла: ~60 м²
- Двигатель 2 × GE F110-GE-129 (семейство General Electric F110): Суммарная тяга на форсаже достигает 26 300 кгс, обеспечивая машине тяговооружённость при нормальной взлётной массе 23—24 т порядка 1,1—1,13 кгс/кг.
- Масса:
  - максимальная взлётная масса: 27 215 кг
    - пределы g: +9,0 г и −3,5 г
    - Нагрузка на крыло: 485 кг/ м² (99 фунтов/кв. фут)
    - Тяга/вес : 0,75  Вооружение
    - Орудия: 30x113 мм
    - Узлы подвески: 8 внутренних; по 3 на крыло, всего 6 внешних